# Bahnstrecke Otrokovice–Vizovice
| Kursbuchstrecke (SŽ): | 331                                               |                                            |                                            |
| Streckenlänge: | 24,625 km                                         |                                            |                                            |
| Spurweite: | 1435 mm (Normalspur)                              |                                            |                                            |
| Streckenklasse: | Otrokovice–Zlín střed: C3 Zlín střed–Vizovice: C4 |                                            |                                            |
| Maximale Neigung: | 12,2 ‰                                            |                                            |                                            |
| Streckengeschwindigkeit: | 60 km/h                                           |                                            |                                            |
| |                                                   |                                            |                                            |
| \| \| \| von Bohumín (vorm. KFNB) \| \| \| \| 0,000 \| Otrokovice \| 190 m \| \| \| 0,700 \| nach Břeclav (vorm. KFNB) \| nach Břeclav (vorm. KFNB) \| \| \| \| Tunnel (200 m; geplant) \| \| \| \| \| Gottwaldov-Kvítkovice \| \| \| \| 1,374 \| Otrokovice-Trávníky \| 195 m \| \| \| 3,427 \| Zlín-Malenovice zastávka \| 205 m \| \| \| 4,267 \| Zlín-U mlýna \| 205 m \| \| \| \| Zlín-Malenovice obec (geplant) \| \| \| \| 5,367 \| Zlín-Malenovice \| 205 m \| \| \| \| Zlín-Louky obchodní centrum \| \| \| \| 7,281 \| Zlín-Louky \| 210 m \| \| \| 8,541 \| Zlín-Prštné \| 210 m \| \| \| 10,140 \| Zlín střed \| 215 m \| \| \| 11,245 \| Zlín-Dlouhá \| 220 m \| \| \| 12,724 \| Zlín-Podvesná \| 225 m \| \| \| 14,560 \| Zlín-Příluky \| 230 m \| \| \| 16,723 \| Želechovice nad Dřevnicí \| 245 m \| \| \| 18,623 \| Lípa nad Dřevnicí \| 250 m \| \| \| 21,691 \| Zádveřice \| 265 m \| \| \| 23,500 \| nach Valašská Polanka (nie fertiggestellt) \| nach Valašská Polanka (nie fertiggestellt) \| \| \| 24,625 \| Vizovice \| 285 m \| \| \| \| \| \| \| Quellen: [1][2][3] \| \| \| \| |                                                   |                                            |                                            |
| Strecke |                                                   | von Bohumín (vorm. KFNB)                   | von Bohumín (vorm. KFNB)                   |
| Bahnhof | 0,000                                             | Otrokovice                                 | 190 m                                      |
| Abzweig geradeaus und nach rechts | 0,700                                             | nach Břeclav (vorm. KFNB)                  | nach Břeclav (vorm. KFNB)                  |
| Tunnel (Strecke außer Betrieb) |                                                   | Tunnel (200 m; geplant)                    | Tunnel (200 m; geplant)                    |
| ehemaliger Haltepunkt / Haltestelle |                                                   | Gottwaldov-Kvítkovice                      | Gottwaldov-Kvítkovice                      |
| Haltepunkt / Haltestelle | 1,374                                             | Otrokovice-Trávníky                        | 195 m                                      |
| Haltepunkt / Haltestelle | 3,427                                             | Zlín-Malenovice zastávka                   | 205 m                                      |
| Haltepunkt / Haltestelle | 4,267                                             | Zlín-U mlýna                               | 205 m                                      |
| ehemaliger Haltepunkt / Haltestelle |                                                   | Zlín-Malenovice obec (geplant)             | Zlín-Malenovice obec (geplant)             |
| Bahnhof | 5,367                                             | Zlín-Malenovice                            | 205 m                                      |
| Haltepunkt / Haltestelle |                                                   | Zlín-Louky obchodní centrum                | Zlín-Louky obchodní centrum                |
| Haltepunkt / Haltestelle | 7,281                                             | Zlín-Louky                                 | 210 m                                      |
| Haltepunkt / Haltestelle | 8,541                                             | Zlín-Prštné                                | 210 m                                      |
| Bahnhof | 10,140                                            | Zlín střed                                 | 215 m                                      |
| Haltepunkt / Haltestelle | 11,245                                            | Zlín-Dlouhá                                | 220 m                                      |
| Haltepunkt / Haltestelle | 12,724                                            | Zlín-Podvesná                              | 225 m                                      |
| Haltepunkt / Haltestelle | 14,560                                            | Zlín-Příluky                               | 230 m                                      |
| Haltepunkt / Haltestelle | 16,723                                            | Želechovice nad Dřevnicí                   | 245 m                                      |
| Bahnhof | 18,623                                            | Lípa nad Dřevnicí                          | 250 m                                      |
| Haltepunkt / Haltestelle | 21,691                                            | Zádveřice                                  | 265 m                                      |
| Abzweig geradeaus und ehemals nach rechts | 23,500                                            | nach Valašská Polanka (nie fertiggestellt) | nach Valašská Polanka (nie fertiggestellt) |
| Kopfbahnhof Streckenende | 24,625                                            | Vizovice                                   | 285 m                                      |
| |                                                   |                                            |                                            |
| Quellen: |                                                   |                                            |                                            |

Die Bahnstrecke Otrokovice–Vizovice (auch Baťova dráha) ist eine Eisenbahnverbindung in Tschechien, die  ursprünglich als staatlich garantierte Lokalbahn Otrokowitz–Zlin–Wisowitz (tschech.: Místní dráha Otrokovice–Zlín–Vyzovice) errichtet und betrieben wurde. Sie zweigt in Otrokovice von der Bahnstrecke Břeclav–Petrovice u Karviné ab und führt über Zlín (1949/90: Gottwaldov) nach Vizovice. Eine Erweiterung nach Valašská Polanka wurde 1935 begonnen, aber nie fertiggestellt.
Zwischen Otrokovice und Zlín střed gehört die Strecke zum gesamtstaatlichen Netz („celostátní dráha“), zwischen Zlín střed und Vizovice ist sie als regionale Bahn („regionální dráha“) eingestuft.

## Geschichte
Am 24. September 1898 wurde den Herren Emil Jannowitz in Kremsier und Emil Török in Budapest die Konzession „zum Baue und Betriebe einer als normalspurige Localeisenbahn auszuführenden Locomotiveisenbahn von der zu einer Station auszugestaltenden Haltestelle Otrokowitz der Linie Wien–Krakau der k.k. Kaiser Ferdinands-Nordbahn nach Wisowitz“ erteilt.
Das Aktienkapital der Gesellschaft betrug insgesamt 2.765.800 Kronen. Ausgegeben wurden 3729 Stammaktien zu je 200 Kronen sowie 10.100 Obligationen zu je 200 Kronen. Hauptaktionäre waren die k.k. priv. Kaiser Ferdinands-Nordbahn (KFNB) und die Österreichische Verkehrsanstalt.
Eröffnete wurde die Strecke am 8. Oktober 1899. Den Betrieb führte die KFNB für Rechnung der Eigentümer aus. Nach deren Verstaatlichung ging die Betriebsführung im Jahr 1907 an die k.k. Staatsbahnen (kkStB) über.
Im Jahr 1912 wies der Fahrplan der Lokalbahn drei gemischte Zugpaare 2. und 3. Klasse aus. Sie benötigten für die 25 Kilometer lange Strecke über anderthalb Stunden.
Nach dem Zerfall Österreich-Ungarns im Oktober 1918 ging die Betriebsführung an die neu gegründeten Tschechoslowakischen Staatsbahnen (ČSD) über.
Ab dem 1. August 1931 führte die nun als Otrokovicko-zlínsko-vizovická dráha (OZVD) firmierende Gesellschaft den Betrieb selbst aus. Hauptaktionär war nun der tschechoslowakische Schuhkönig Tomáš Baťa, der die Strecke in eine neue tschechoslowakische West-Ost-Hauptverbindung zwischen Prag und Púchov integrieren wollte. Am 21. Mai 1937 erhielt die OZVD die Konzession zur Fortführung der Strecke bis Horní Lideč. infolge des Zweiten Weltkrieges konnte die schon weit fortgeschrittene Streckenerweiterung letztlich nicht mehr fertiggestellt werden. 1951 wurden die Bauarbeiten offiziell eingestellt.
Nach dem Februarumsturz 1948 und der kommunistischen Machtübernahme in der Tschechoslowakei wurde die OZVD wie alle anderen privaten Unternehmen des Landes nationalisiert und liquidiert. Die Strecke gehörte seit 1. Mai 1948 zum Netz der ČSD.

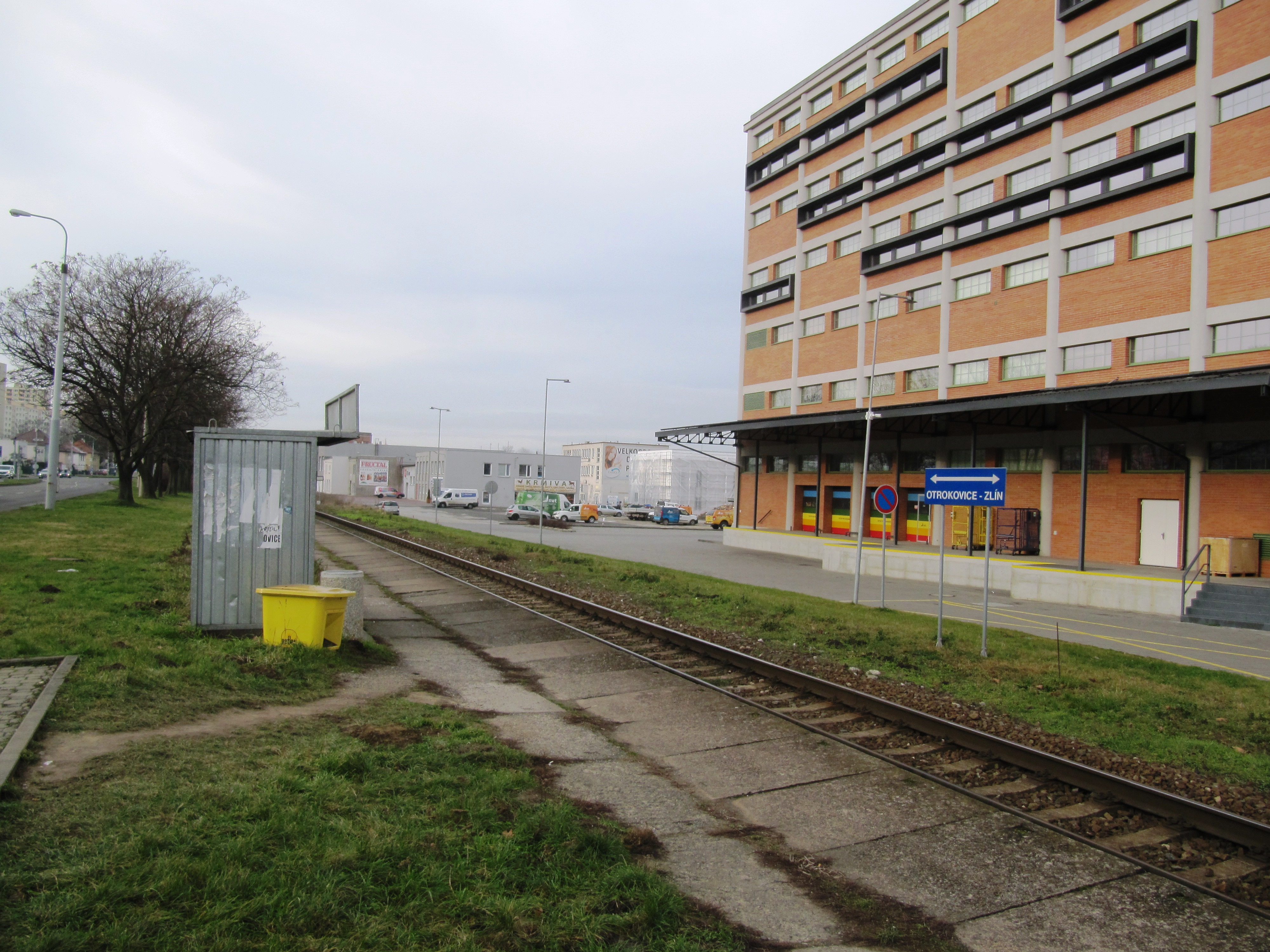
Haltestelle Zlín-Prštné (2020)

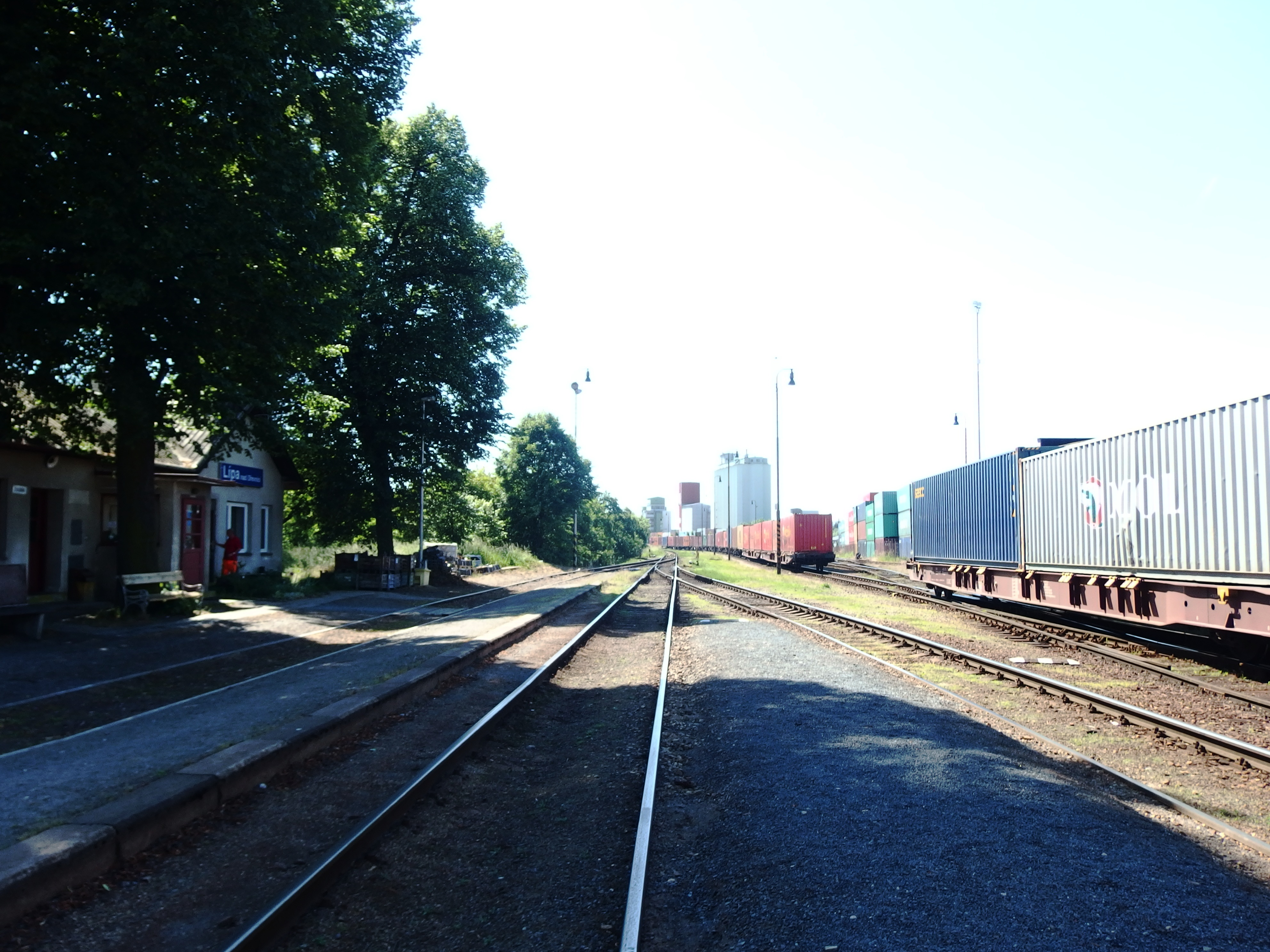
Bahnhof Lípa nad Dřevnicí (2016)

Die staatliche Verkehrspolitik verlagerte den Reiseverkehr rasch auf parallel verlaufenden Buslinien. Verzeichnete der Fahrplan von 1947 noch 14 Reisezugpaare zwischen Otrokovice und Zlín, waren es 1953 nur noch acht, die vor allem auf die Schichtwechselzeiten in den Schuhfabriken ausgerichtet waren. Erst später verdichteten die ČSD den Fahrplan wieder. Die meisten Personenzugläufe wurden nun in Gottwaldov-Zlín gebrochen, so dass die Reisenden nach Vizovice nochmals umsteigen mussten.
Am 1. Januar 1993 ging die Strecke infolge der Dismembration der Tschechoslowakei an die neu gegründeten České dráhy (ČD) über. Seit 2003 gehört sie zum Netz des staatlichen Infrastrukturbetreibers Správa železniční dopravní cesty (SŽDC).
Die ČD verdichteten den Fahrplan wesentlich. Im Jahresfahrplan 2008 wurde die Strecke in einem Stundentakt bedient, der während der werktäglichen Hauptverkehrszeiten im Abschnitt Otrokovice–Zlín střed zu einem Halbstundentakt verdichtet war. Ein einzelnes Expresszugpaar verband am frühen Morgen Zlín střed mit Prag und kehrte am Abend wieder zurück.
Ab 2024 rechnet die staatliche Infrastrukturverwaltung mit der umfassenden Modernisierung und der Elektrifizierung der Strecke, wie sie schon länger geplant ist. Vorgesehen ist ein zweigleisiger Ausbau zwischen Otrokovice und Zlín střed, die Elektrifizierung der gesamten Strecke mit 25 kV, 50 Hz Wechselspannung und die Anhebung der Streckengeschwindigkeit auf 100 km/h. Die Bahnhöfe Otrokovice und Zlín střed erhalten neue Aufnahmsgebäude. Einige Haltestellen werden in ihrer Lage verschoben, um bessere Umsteigemöglichkeiten zum städtischen Nahverkehr in Zlín zu erhalten. Im Bereich der Straße třída Osvobození in Otrokovice ist anstatt der bisherigen niveaugleichen Kreuzung ein 200 Meter langer Tunnel als Unterführung vorgesehen. Gerechnet wird mit Kosten von etwa zwölf Milliarden Kronen.
Ende 2023 erhielt die Eisenbahninfrastrukturverwaltung die Baugenehmigung für die gesamte Strecke. Die Arbeiten sollen nun 2026 beginnen und bis 2030 abgeschlossen sein. Die Haltestellen Otrokovice-Trávníky, Zlín-U Mlýna, Zlín-Malenovice und Zlín-Louky werden geschlossen, eine Haltestelle Zlín-Malenovice obec wird dagegen neu eingerichtet.

## Fahrzeugeinsatz

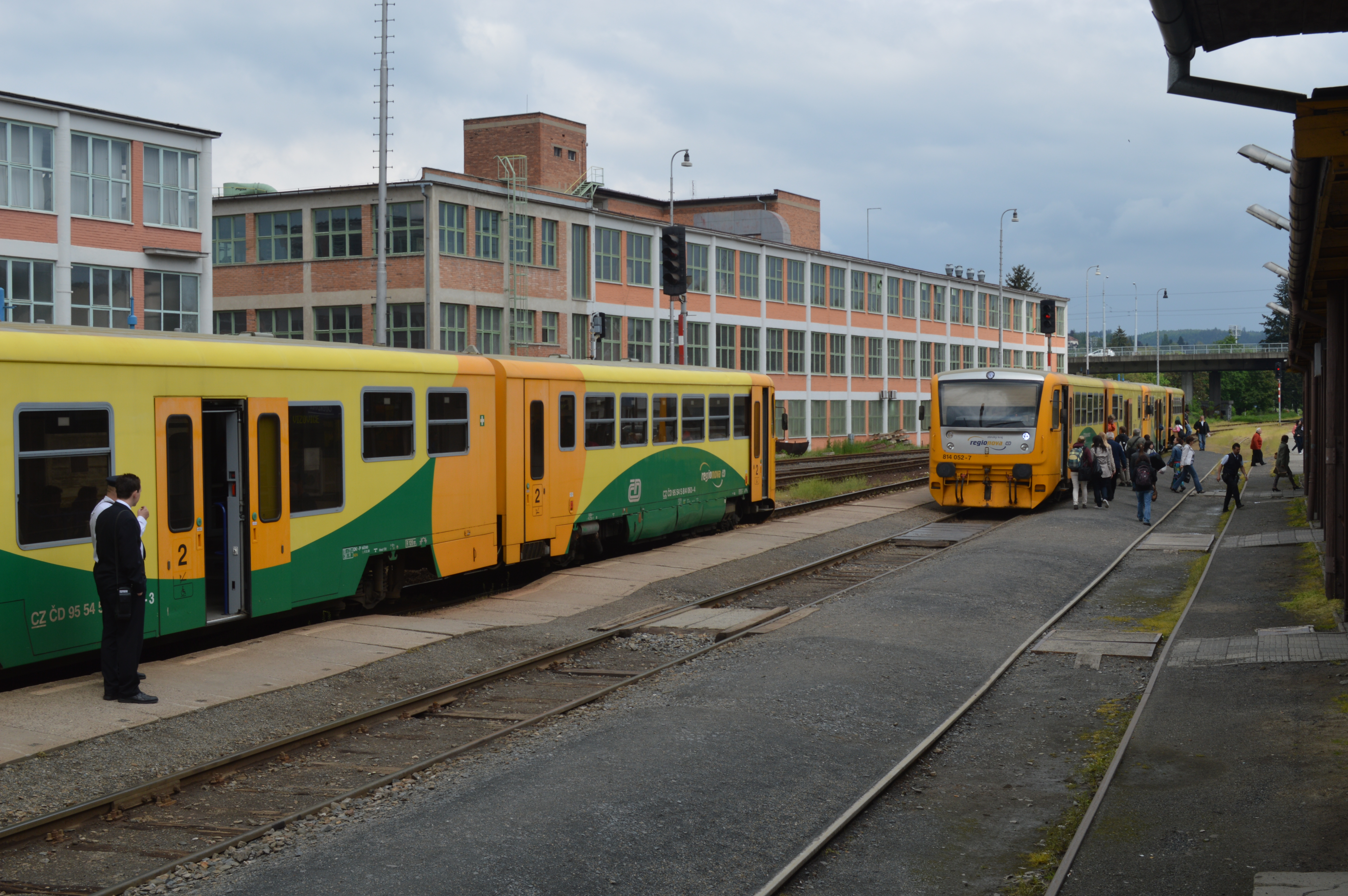
Züge der ČD-Baureihe 814 im Bahnhof Zlín střed (2013)

Für Rechnung der Eigentümer erwarb die KFNB zwei dreifach gekuppelte Tenderlokomotiven von der Lokomotivfabrik Wiener Neustadt, wie sie schon für andere Lokalbahnen im Betrieb der KFNB als Reihe IX beschafft wurden. Von den kkStB erhielten sie 1907 die Nummern 197.32 und 197.33, die ČSD gaben ihnen 1925 die Nummern 310.129 und 310.130. Die OZVD erwarb 1930/31 beide Maschinen zusammen mit einer weiteren bauartgleichen und setzte sie weiter auf ihrer Stammstrecke ein. Nach der Verstaatlichung der OZVD wurden die Lokomotiven bis 1952 ausgemustert.
Im Nahverkehr kommen heute meist die bewährten zweiachsigen Triebwagen der Baureihe 810 und deren modernisierte Variante Baureihe 814 zum Einsatz. Die Schnellzüge von Zlín nach Prag verkehren mit Diesellokomotiven der Baureihe 754.